# 仮面ライダー平成ジェネレーションズ FINAL ビルド&エグゼイドwithレジェンドライダー
- 仮面ライダーシリーズ
  - 仮面ライダービルド > 仮面ライダー平成ジェネレーションズ FINAL ビルド&エグゼイドwithレジェンドライダー
  - 仮面ライダーエグゼイド > 仮面ライダー平成ジェネレーションズ FINAL ビルド&エグゼイドwithレジェンドライダー
  - 仮面ライダーゴースト > 仮面ライダー平成ジェネレーションズ FINAL ビルド&エグゼイドwithレジェンドライダー
  - 仮面ライダー鎧武/ガイム > 仮面ライダー平成ジェネレーションズ FINAL ビルド&エグゼイドwithレジェンドライダー
  - 仮面ライダーフォーゼ > 仮面ライダー平成ジェネレーションズ FINAL ビルド&エグゼイドwithレジェンドライダー
  - 仮面ライダーオーズ/OOO > 仮面ライダー平成ジェネレーションズ FINAL ビルド&エグゼイドwithレジェンドライダー

『仮面ライダー平成ジェネレーションズ FINAL ビルド&エグゼイドwithレジェンドライダー』（かめんライダーへいせいジェネレーションズ ファイナル ビルドアンドエグゼイドウィズレジェンドライダー）は、2017年12月9日より東映系で公開された日本の映画作品。「平ジェネFINAL」「仮面ライダー平ジェネFINAL」と略されることもある。
キャッチコピーは「衝撃の平成最終章」「新次元の物語」「最強ヒーロー集結」「凶悪科学者の人類消滅計画に、7人の戦士が立ち上がる。」「凶悪科学者の人類消滅計画に、6人の戦士が立ち上がる。」。

## 概要
『仮面ライダー平成ジェネレーションズ』シリーズの第2弾で、特撮テレビドラマ『仮面ライダービルド』と『仮面ライダーエグゼイド』をメインとしたクロスオーバー作品。『エグゼイド』としては4本目、『ビルド』としては1本目の劇場作品である。
『ジェネレーションズ』の主旨は、各ライダーの世界観の融合とされている。『エグゼイド』以前の平成仮面ライダーシリーズからは後述のレジェンドライダーたちがゲストとして登場し、ストーリー面でもこれらのレジェンドライダーのテレビシリーズのその後が描かれる。また、『仮面ライダーW』以降の作品にたびたび登場する敵組織・財団Xも再登場するほか、『ビルド』から仮面ライダービルド ラビットタンクスパークリングフォームとフェニックスロボフォームの2形態と、仮面ライダーグリスがテレビシリーズに先駆けて登場する。
本作品の見所について、主演の犬飼貴丈は「お寿司の特上セットのような豪華な映画」、赤楚衛二は「歴代仮面ライダーたちの戦いを見て龍我が戦う意味を見つけるまでの葛藤と、仮面ライダーとはどんな存在なのかを改めて教えてくれる内容」と、それぞれ語っている。
東映の白倉伸一郎曰く、タイトルに銘打ってある「FINAL」には恒例となっていた春公開の仮面ライダー映画を今後はやらないという意味も込めており、本作品に冬映画と春映画の2本分の総力を結集したと自身のTwitterで語っている。

### キャスティングと反響
本作品では主役であるビルドとエグゼイドのほか、レジェンドライダーとして仮面ライダーゴースト、仮面ライダー鎧武、仮面ライダーフォーゼ、仮面ライダーオーズとその相棒アンクが、当時と同じキャストで登場する。プロデューサーの大森によれば、「レジェンドライダーの出演はレジェンドプロデューサーのお力をお借りしました。ビルドのテレビ放送を見ながらお越しいただくと、より楽しめるようにしております」とコメントしている。また、それぞれの作品を代表して各ライダーを支えたキャストも出演する。
配給の東映によれば、2017年10月3日に発表された渡部秀、三浦涼介、福士蒼汰、佐野岳、西銘駿の出演告知のツイートは、東映映画公式Twitterアカウントの史上最高となる1日で5万リツイートと5万いいねを記録したという。また、Yahoo!話題のツイートでも関連ワードが上位を独占し、話題のキーワード全20中15が本作品関連のものとなるなど、大反響を呼んだ。

### 各作品との関連性
『仮面ライダービルド』
『ビルド』のテレビシリーズにも密接に関わりのある内容になっており、テレビシリーズでの葛城巧殺害事件との関連を示唆している。時系列上ではテレビシリーズの第14話と第15話の間の話となっている。本作品で世界に起こる超常現象がスカイウォールの存在するビルドの世界と、スカイウォールの存在しないエグゼイド達の世界を同時に存在させている。テレビシリーズ第23話からは、最上魁星が開発したカイザーシステムの流れを汲むエンジンブロス、リモコンブロス、それらが合体したヘルブロスが登場する。

『仮面ライダーエグゼイド』
『エグゼイド』のテレビシリーズおよび『劇場版 仮面ライダーエグゼイド トゥルー・エンディング』の後日譚として位置付けられており、物語の時系列上では『トゥルー･エンディング』のクロージングでエグゼイドとビルドが対峙した1週間後から始まる。このため、『トゥルー・エンディング』から2年後を描いた『仮面ライダーエグゼイド トリロジー アナザー・エンディング』よりは前の話となる。

『仮面ライダーゴースト』
『ゴースト』のテレビシリーズおよびVシネマ『ゴースト RE:BIRTH 仮面ライダースペクター』の後日譚として位置づけられている。また、前年の映画『仮面ライダー平成ジェネレーションズ Dr.パックマン対エグゼイド&ゴーストwithレジェンドライダー』でのエグゼイドとの共演を踏まえた会話が存在する。

『仮面ライダー鎧武/ガイム』
『鎧武/ガイム』のテレビシリーズおよび前作の後日譚として位置付けられており、神と同等の万能の力を得て“始まりの男”となった紘汰が、平行世界の危機を解決すべくスカイウォールの存在するビルドの世界に現れる。

『仮面ライダーフォーゼ』
『フォーゼ』のテレビシリーズ最終回から5年後を描いた映画『仮面ライダー×仮面ライダー ウィザード&フォーゼ MOVIE大戦アルティメイタム』の前日譚に当たる側面を持ち合わせており、弦太朗が新・天ノ川学園高校の教師となっている設定も同作品に準じている。

『仮面ライダーオーズ/OOO』
映画『仮面ライダー×仮面ライダー フォーゼ&オーズ MOVIE大戦MEGA MAX』より後の映司とアンクが描かれる。

## あらすじ
桐生戦兎 / 仮面ライダービルドと万丈龍我 / 仮面ライダークローズは、スマッシュの目撃情報を受けて現場へ向かうが、そこにこの世界には存在しないはずの新種のバグスターウイルスネビュラバグスターが現れる。戦いの中、龍我は謎の戦士カイザーが操る装置エニグマによって並行世界へ転送される。
龍我が転送された先はスカイウォールが存在せず、宝生永夢 / 仮面ライダーエグゼイドたちが存在する世界だった。エニグマの起動によって、ビルドの世界の地球にエグゼイドたちの世界の地球が送り込まれ、24時間後には2つの地球が激突し、どちらとも消滅するという状況に陥る。並行世界の存亡を脅かす危機に戦兎はレジェンドヒーローたちと力を合わせながら、衝突を阻止しようと試みる。

## 登場人物
本作品における『ビルド』側と最上魁星を除く登場人物は、いずれもスカイウォールの存在しない世界の出身者である。
最上 魁星（）
本作品のカギを握る人物。いずれも自らが考案したカイザーシステムによってカイザーに変身する。
『ビルド』テレビシリーズ第27話では、ヘルブロスを見た戦兎の回想として、彼らがバイカイザーとなるシーンが使用されている。
- 企画段階では両世界の最上は同じ性格であったが、大槻ケンヂの出演が決定したことにより、異なる性格となった。似たキャラにすると観ている側も分かりにくくなってしまうことから、『エグゼイド』の世界は「ファンキー」というキーワードで強め、『ビルド』の世界は葛城巧が心酔するちゃんとした科学者といった形で、キャラクターを明確に分けていった。敢えて当初は性格を分けないという案も出たが、大槻自身が2つのキャラクターのことを考えて準備していたため、監督の上堀内は少し調節した程度で、思いっきり変えて正解であったという。

ビルド世界の最上魁星 / カイザー
物静かな性格の持ち主。東都先端物質学研究所の元科学者として、スカイウォールを介して並行世界が存在する論文を発表する。スカイウォールにバグスターウイルスが存在することを発見し、並行世界移動装置エニグマの開発を考えたが、東都政府の開発予算が下りなかったために研究所を辞め、難波重工に招聘された。そして、かつて自身の助手だった葛城巧と共にエニグマを開発するが、自分の目的に気づいた葛城と揉め合った際に未完成状態であったシステムの誤作動で2世界に身体が分離したことで左半身を失い、現在は機械の身体として生き長らえている。
エニグマの力で地球同士を衝突させようと目論む一方、エグゼイド世界の自分と融合して不老不死の肉体を得ようと目論んでいる。
エグゼイド世界の最上魁星 / カイザーリバース
五体満足にして陽気な性格であり、財団Xの幹部の科学者として白い帽子と服を着用している。「ファンキー」が口癖で、部屋の内装もエキセントリックなものとなっている。よく右腕を回している。複製したコアメダルやアストロスイッチから、グリードやホロスコープスを生み出す。

## 本作品オリジナルの戦士・怪人
数値のデータは、コレクターズパックの「DATA FILE」より。

### 仮面ライダービルド エグゼイドフォーム
桐生戦兎がドクターフルボトルとゲームフルボトルを用いて変身する、ビルドのレジェンドライダーフォーム。
変身音声は「エグゼイド！マイティジャンプ！マイティキック！マイティマイティアクションX（エックス）！」。
ベルトがビルドドライバーである以外はエグゼイド アクションゲーマー レベル2とまったく同じ容姿である。変身時には白を基調としたドクターハーフボディと、ピンクを基調としたゲームハーフボディが形成されるが、それらと異なるエグゼイドの容姿に変化する。
エグゼイドと同等のスペックを持ち、アクロバティックな攻撃を得意としており、攻撃と同時にバグスターウイルスに駆除プログラムを流し込み、ダメージを与えることが出来る。エグゼイドの武器であるガシャコンブレイカー（ハンマーモード）と、ビルドの武器であるドリルクラッシャーを両手に持って使用する。
武器
ドリルクラッシャー、ガシャコンブレイカー
ビルトとエグゼイドが使用する物と同様。

必殺技
ボルテックフィニッシュ
劇中未使用。

### カイザーシステム
最上魁星が、ネビュラガスとバグスターウイルスを融合して完成させた生物兵器。変身の際に各ギアをネビュラスチームガンに挿し込むことで「ギア〇〇（装填したギア名）！」の音声が流れ、トリガーを引くことで「ファンキー！」の音声と共に黒煙に覆われ、全身がそれぞれの色の歯車型のエネルギー体に包まれ、変身が完了する。
共通して上半身の片側に歯車型の装甲ギアトルクガントレットを持ち、それぞれの色の歯車型のエネルギーカッターとして生成・射出させ、回転させたり投擲して攻撃する。変身するのに多くのバグスターウイルスを必要とするため、エニグマを開発した。
葛城巧はこのシステムを母体にトランスチームシステムを開発した。後に内海が難波重工の技術で改良品のヘルブロスを作り上げた。
東映の仮面ライダー図鑑ではヘルブロスと同様に仮面ライダーに近い戦士として紹介されている。
各怪人
カイザー（レフトカイザー）
ビルド世界の最上魁星がギアリモコンを用いて変身した姿。左半身に青い歯車の装甲を持つ。顔は左目の単眼が剥き出しで左耳には触角状のアンテナが生えた赤い歯車のバイザーの片割れがあり、右横顔にはテレビのリモコンのような意匠のリモコンブルーバイザーがある。
後に改良され、リモコンブロスに応用された。
カイザーリバース（ライトカイザー）
エグゼイド世界の最上魁星がギアエンジンを用いて変身した姿。作中では自らをライトカイザーと呼称している。右半身に赤い歯車の装甲を持つ。こちらは右目の単眼が剥き出しで右耳には触角状のアンテナが生えた青い歯車のバイザーの片割れがあり、左横顔にはバイクのエンジンのような意匠のエンジンレッドバイザーがある。
後に改良され、エンジンブロスに応用された。
バイカイザー
各世界の最上魁星がギアリモコンとギアエンジンを用いて、融合・変身して生まれるカイザーシステムの完全態。
それぞれネビュラスチームガンにギアを同時に差し込むことで「ファンキーマッチ！」の音声が鳴り、「バイカイザー」の掛け声とともにトリガーを引き、「フィーバー！」の音声の直後に2人の最上の半身が合わさり、黒煙に包まれながら黒一色のシンプルなボディを形成した後、赤と青の歯車型の装甲を身に纏い、「パーフェクト！」の音声と共に変身が完了する。
頭部はそれぞれ合体前の横顔にあったリモコンやバイクの意匠が耳の辺りに移動、顔の正面にはそれぞれ左右の耳から移動した触角状のアンテナが生えた歯車型のバイザーが合体する形で装着され、その外見は仮面ライダーに似ている。戦闘力はエグゼイド ムテキゲーマーとビルド ラビットタンクスパークリングフォームを同時に相手にできるほど高い。また胸部のフュージョンチェストアーマーに搭載された特殊蒸気を用いる強化装置ツインネビュラジェネレーターによって自身の戦闘力を2倍にアップさせることも可能。しかし、劇中では戦兎と永夢が最上の予定よりも早く二つの世界を結合したことで、最上は不老不死の肉体を得ることができず次第に二人に圧倒され、最後は二人が放ったダブルライダーキックを喰らい、エニグマ諸共爆散した。

共通ツール・技
ネビュラスチームガン
カイザーシステム共通のガス銃型変身武器。
ギア
カイザーシステムの変身に用いられるアイテム。中央部には歯車のデザインが描かれている。テレビシリーズ本編に登場したものとは異なり、歯車の部分が青と赤になっている。ネビュラスチームガンを装填することで、対応する姿に変身する。
ファンキードライブ
ネビュラスチームガンにギアをもう一度装填することで発動する技。
カイザー
ネビュラスチームガンから青い歯車型のリングを通して青い弾丸を放つ。
カイザーリバース
ネビュラスチームガンから赤い歯車型のリングを通して赤い弾丸を放つ。または右足に赤い光を纏わせて回し蹴りを放つ。

スペック
| 名称             | 身長     | 体重     | パンチ力 | キック力 | ジャンプ力 （ひと跳び） | 走力 （100 m） |
| ---------------- | -------- | -------- | -------- | -------- | ----------------------- | -------------- |
| カイザー         | 202.0 cm | 103.5 kg | 20.3 t   | 24.8 t   | 32.4 m                  | 2.8秒          |
| カイザーリバース | 202.0 cm | 103.5 kg | 20.3 t   | 24.8 t   | 32.4 m                  | 2.8秒          |
| バイカイザー     | 202.0 cm | 108.0 kg | 40.6 t   | 49.6 t   | 64.8 m                  | 1.4秒          |

### その他
ネビュラバグスター
ネビュラガスが融合することで変異したバグスターウイルス。頭部は通常と異なり白で、紫と青の混ざった作業服を着用している。
ゲーマドライバーやライダーガシャットを使用するエグゼイドたち、もしくはエグゼイドフォームにビルドアップしたビルドか仮面ライダービルドガシャットを装填したガシャコンウェポンでしか倒せない。人間を自身のウイルスに感染させる。

Xガーディアン（）
財団Xが所持する機械兵。一般のガーディアンと基本性能は同じだが、顔と胸部に「X」という文字が刻まれており、エニグマから無数に生み出され、エニグマの護衛および支柱を形成する。

## 本作品の舞台・世界設定
EX-AID World
『仮面ライダーエグゼイド』の世界で、エグゼイドたちゲームライダーだけでなく、オーズやフォーゼやゴーストなどもこちらの世界のライダーとして登場。新・天ノ川学園高校や大天空寺なども、こちらの世界に存在する。
時系列は『エグゼイド』の映画作品である『トゥルー・エンディング』から1年後の2018年となっている。

Build World
『仮面ライダービルド』の世界。新天地にいる紘汰 / 鎧武もこの世界に降り立つ。

## 関連用語・アイテム
仮面ライダービルドガシャット
仮面ライダービルドの力が込められたライダーガシャット。『エグゼイド』テレビシリーズの第44話にて、檀黎斗が葛城巧が変身したビルドとの戦闘データを基に開発した。ビルドのデータで作られたことから、システム音声はビルドドライバーと同じになっている。
エニグマの影響で変身不可能となったドクターライダーたちが他のガシャットと併用することで変身を可能にするが副作用による負担が大きく、変身時間が限られてしまう。御成におだてられた黎斗は量産に成功しているが副作用は軽減できていない。変身時には各ライダーが使用するガシャットのゲーム画面の縁が赤と青に彩られている。
どちらのスロットに装填してもドライバーのレバーを開くと「ラビットタンク！ウサギと戦車！ベストベストマッチ！イェーイ！」の音声が流れる。必殺技はガシャコンウェポンの攻撃力を上げるライダークリティカルフィニッシュで劇中ではゲンムの変身が途中で解いた黎斗とエグゼイドに変身できなくなった永夢がガシャコンブレイカーブレードモードでネビュラバグスターを撃破・攻撃に使用していた。
劇中ではブレイブ クエストゲーマーレベル2、スナイプ シューティングゲーマーレベル2、レーザーターボ バイクゲーマーレベル0、ゲンム ゾンビアクションゲーマーレベルX-0への変身に用いられた。

エニグマ
最上魁星が開発した、巨大な手を模した並行世界移動装置だが、真の完成形は並行世界合体装置である。2つの世界にそれぞれ1機だけ存在（ビルド世界は右手で青を基調、エグゼイド世界は左手で赤を基調）しており、ビルド世界の物は葛城巧との共同開発である。
ネビュラバグスターをエネルギー源として稼働し、次元に穴を開けて別世界の対象物を引き寄せる。起動するとゲーマドライバーとガシャットが使用不能となるため、葛城巧が変身したビルドはエニグマを介してエグゼイドの世界へと行き、ドライバーが使用不能になる前にエグゼイドの成分を抜き取った。
- デザインは『宇宙鉄人キョーダイン』に登場するガブリンをモチーフとしている。
- デザインを担当した石森プロの田嶋秀樹は、本作品に福士蒼汰が出演することから、自身が『キョーダイン』のリメイクキャラクターを手がけた『仮面ライダーフォーゼ THE MOVIE みんなで宇宙キターッ!』でやりきれなかったガブリンを用いることを提案し、手を繋ぐことで2つの世界を繋げるという表現が作品内容に合致していたため、採用された。
- また、エグゼイド世界の赤い個体は東映特撮に登場する巨腕メカをモチーフとしているため、手甲にはミサイルを付けている。

エグゼイドフルボトル
本作品のキーアイテムの1つ。内部にはエグゼイドの成分が宿っている。
劇場版『トゥルー・エンディング』エンドロール後のシーンにて、ビルドがエグゼイドと多数のバクスターウイルスの戦闘に乱入し、バクスターやパラドクスを撃破した後にエンプティボトルを使用し、エグゼイドの成分を採取して完成させた。
その代償として永夢の変身能力が喪失するという事態を引き起こした。
成分採取時点で既に浄化後のフルボトルと同様の形だったが浄化することによって、下記のドクターフルボトルとゲームフルボトルの2つに分かれた。後に並行世界が融合したことで戦兎と合流し、成分を返している。
ドクターフルボトル
エグゼイドボトルを浄化して出来たフルボトルの1つ。色は白。
ゲームフルボトル
エグゼイドボトルを浄化して出来たフルボトルの1つ。色は桃。
エグゼイドの力を持つため、ネビュラバグスターを倒せる。パラドはこれを用い、別世界にいる永夢と連絡を取っている。ただし、使用し続けるとボトルの成分とパラド自身のウイルスが反応し、パラドの体力を消耗させてしまう。

## キャスト
- 桐生戦兎 / 仮面ライダービルド - 犬飼貴丈
- 宝生永夢 / 仮面ライダーエグゼイド - 飯島寛騎
- 火野映司 / 仮面ライダーオーズ - 渡部秀[66][18]『仮面ライダーオーズ/OOO』
- 如月弦太朗 / 仮面ライダーフォーゼ - 福士蒼汰[66][18]『仮面ライダーフォーゼ』
- 葛葉紘汰 / 仮面ライダー鎧武 - 佐野岳[66][18]『仮面ライダー鎧武/ガイム』
- 天空寺タケル / 仮面ライダーゴースト - 西銘駿[66][18]『仮面ライダーゴースト』
- 万丈龍我 / 仮面ライダークローズ - 赤楚衛二
- 石動美空 - 高田夏帆
- 鏡飛彩 / 仮面ライダーブレイブ - 瀬戸利樹
- 花家大我 / 仮面ライダースナイプ - 松本享恭
- 檀黎斗 / 仮面ライダーゲンム - 岩永徹也
- 仮野明日那 / ポッピーピポパポ - 松田るか
- 九条貴利矢 / 仮面ライダーレーザーターボ - 小野塚勇人
- 西馬ニコ - 黒崎レイナ
- パラド - 甲斐翔真
- JK - 土屋シオン『仮面ライダーフォーゼ』
- 御成 - 柳喬之『仮面ライダーゴースト』
- 滝川紗羽 - 滝裕可里
- 葛城巧 - 木山廉彬
- しいはしジャスタウェイ（御茶ノ水男子）[67][68]
- アンク - 三浦涼介[66][18]『仮面ライダーオーズ/OOO』
- 大杉忠太 - 田中卓志（アンガールズ）『仮面ライダーフォーゼ』
- 氷室幻徳 - 水上剣星
- 石動惣一 - 前川泰之
- 最上魁星 / カイザー / バイカイザー - 大槻ケンヂ[51]

### 声の出演
- 仮面ライダーグリス - 武田航平[69][注釈 7]
- ゴースト - 関智一『仮面ライダーゴースト』

### スーツアクター
各作品で主役仮面ライダーを演じた高岩成二は、本作品ではビルドをメインで担当したほか、オーズ・フォーゼ・鎧武も一部担当した。高岩は、プロデューサーの高橋一浩から変身直後だけでも各レジェンドライダーを演じてほしいとの要望を受けていたが、スケジュールの都合によりエグゼイドとゴーストを演じることは実現に至らなかった。
- 仮面ライダービルド[70][36]、仮面ライダーオーズ（タトバ、ガタキリバ）[70]、仮面ライダーフォーゼ[70]、仮面ライダー鎧武[70] - 高岩成二
- 仮面ライダークローズ[71] - 永徳
- 渡辺淳
- 仮面ライダーグリス[72]  - 藤田慧
- 仮面ライダーエグゼイド[73]、カイザー / カイザーリバース[44]、バイカイザー[36] - 中田裕士
- 仮面ライダーゴースト[74] - 伊藤茂騎
- 藤井祐伍
- 岡田和也
- 高田将司
- 神前元
- 東慶介
- 鍜治洸太朗
- 喜多川2tom
- 渡辺実
- 大藤直樹
- おぐらとしひろ
- 蔦宗正人
- 田中慶
- 御前伸幸
- 野邉大地
- 坂梨由芽
- 近藤雄太
- 山田武生
- 塚越靖誠
- 宮澤雪
- 佐野夏未
- 中井絢子
- 北野瑠那
- 松原凛
- 宍倉弘忠
- 小野祐輔
- 福田圭佑
- 橋本征弥
- 菅野慶太
- 内田卓斗
- 豊田泰史
- 市川雅章
- 酒井和真
- 白井雅士
- 佐藤文平
- 齊藤謙也
- 小森拓真
- 松本直也

## スタッフ
- 原作 - 石ノ森章太郎[75]
- 脚本 - 武藤将吾、高橋悠也[76][75]
- 音楽 - 川井憲次、ats-,清水武仁&渡辺徹（tearbridge production）、中川幸太郎[77][75]
- 製作 - 手塚治（東映）、亀山慶二（テレビ朝日）、間宮登良松（東映ビデオ）、野田孝寛（アサツー ディ・ケイ）、木下直哉（木下グループ）、垰義孝（バンダイ）
- 企画 - 白倉伸一郎 （東映）、加藤和夫（東映ビデオ）、麻生一宏（アサツー ディ・ケイ）、小助川典子（木下グループ）、桃井信彦（バンダイ）
- 撮影 - 倉田幸治[75]
- 照明 - 佐々木康雄[75]
- 美術 - 大嶋修一[75]
- 録音 - 堀江二郎[75]
- 編集 - 佐藤連[75]
- スクリプター - 柿﨑徳子
- スケジュール - 塩川純平
- 助監督 - 茶谷和行
- 制作担当 - 板垣隆弘
- ラインプロデューサー - 道木広志
- カースタント&コーディネイト - 西村信宏
- キャラクターデザイン - 田嶋秀樹（石森プロ）、小林大祐（PLEX）
- クリーチャーデザイン - 篠原保、寺田克也[75]
- 美術デザイン - 酉澤安施
- 医療監修 - 林昇甫
- 物理学アドバイザー - 白石直人
- プロデューサー補 - 谷中寿成・安東健太（東映）
- 絵コンテ - 伊藤そうあ
- プロデュース協力 - 武部直美・塚田英明（東映）[75]
- 製作プロダクション - 東映テレビ・プロダクション
- スーパーバイザー - 小野寺章
- エグゼクティブプロデューサー - 佐々木基（テレビ朝日）[75]
- プロデューサー - 大森敬仁・高橋一浩（東映）、井上千尋（テレビ朝日）、菅野あゆみ、古谷大輔（アサツー ディ・ケイ）[75]
- 特撮監督 - 佛田洋（特撮研究所）[78][75]
- アクション監督 - 宮崎剛（ジャパンアクションエンタープライズ）[78][75]
- 「ビルド&エグゼイド」製作委員会（東映、テレビ朝日、東映ビデオ、アサツー ディ・ケイ、木下グループ、バンダイ）[75]
- 監督 - 上堀内佳寿也[76][75]

## 音楽
主題歌「仮面ライダー平成ジェネレーションズFINAL スペシャル・メドレー」
「Anything Goes!」
作詞 - 藤林聖子 / 作曲 - tatsuo / 編曲 - tatsuo、中川幸太郎 / 歌 - 大黒摩季
「Switch On!」
作詞 - 藤林聖子 / 作曲・編曲 - tatsuo / 歌 - 土屋アンナ
「JUST LIVE MORE」
作詞 - 藤林聖子 / 作曲・編曲 - 鳴瀬シュウヘイ / 歌 - 鎧武乃風
「我ら思う、故に我ら在り」
作詞・作曲 - 綾小路翔 / 編曲 - 木内健 / 歌 - 氣志團
「EXCITE」
作詞 - Kanata Okajima・Daichi Miura / 作曲 - Carpainter、Kanata Okajima / 歌 - 三浦大知
「Be The One」
作詞・作曲・編曲 - 小室哲哉・浅倉大介 / 歌 - PANDORA feat. Beverly
『オーズ』、『フォーゼ』、『鎧武』、『ゴースト』、『エグゼイド』、『ビルド』のテレビシリーズのオープニング主題歌によるメドレー。「仮面ライダー平成ジェネレーションズFINAL ビルド&エグゼイドwith レジェンドライダー オリジナルサウンドトラック」に収録される。

## 制作
本作品の脚本は、『ビルド』メインライターの武藤将吾と『エグゼイド』メインライターの高橋悠也によって共同執筆された。最初のスタッフ打ち合わせで出た案を武藤がプロットを作らずにまとめて簡単な構成の原案を起こし、これをもとに高橋がエグゼイドを中心としたものを執筆、さらに武藤がビルドの要素を加えていき、以後は交互に修正を加えていくというかたちで完成へと至った。執筆当初は『ビルド』テレビシリーズの内容が固まっておらず、セリフもない状態であったという。初期は桐生戦兎の記憶喪失にまつわる物語が想定されていたが、戦兎が思い悩むよりもレジェンドライダーと同等のヒーロー像とする方がふさわしいため、万丈龍我が戦う意味を見出す物語に改められた。
『ビルド』ではスカイウォールの存在が他の作品と大きく異なるため、『ビルド』はスカイウォールのない『エグゼイド』の世界とはパラレルワールドであると位置づけられ、過去の作品でもパラレルワールドのネタが使われていたことから、物語もより掘り下げてパラレルワールド自体をメインテーマにするものとなった。『エグゼイド』テレビ終盤や劇場版でのビルドの登場は本作品への伏線として用意されたものであったが、本作品の内容への関連づけには難航したという。
登場するレジェンドライダーは最初から決定していたが、オリジナルキャストが出演できるかどうかは未定であったため、出演が確定した部分から作り込みが行われていった。歴代作品との関連づけについては各作品のプロデューサーからの意見も取り入れられている。財団Xの登場は、同組織の関与を匂わせることで、背後に広がりが出るものとなり、『オーズ』や『フォーゼ』との因縁があるほか、『エグゼイド』本編では回収できていなかった同作品のスピンオフ『仮面ライダーブレイブ』での登場を補完する意味合いもあった。そのため、グリードやアンクが再登場することが可能となった。
前作『平成ジェネレーションズ』が4人同時変身をしていたが、「今年ならでは」のものとして集団でのバイク戦をすることとなった。
「神」を自称する黎斗と正真正銘の神である紘汰との絡みは、どちらかまたは両方が火傷しかねないため、当初から考えていなかったという。

## 映像ソフト化
2018年5月9日発売。Blu-ray / DVDでリリース。
- 仮面ライダー平成ジェネレーションズFINAL ビルド&エグゼイドwithレジェンドライダー DVD通常版（1枚組）
  - 映像特典
    - TRAILER
- 仮面ライダー平成ジェネレーションズFINAL ビルド&エグゼイドwithレジェンドライダー DVDコレクターズパック（2枚組）
  - ディスク1：本編DVD
    - 映像特典
      - TRAILER

  - ディスク2：特典DVD
    - 映像特典
      - メイキング
      - 完成披露会見
      - 完成披露上映会舞台挨拶
      - 公開初日舞台挨拶（東京）
      - 公開二日目舞台挨拶（大阪）
      - 大ヒット御礼舞台挨拶
      - SPOT集
      - DATA FILE
      - POSTER GALLERY

    - 音声特典
      - 仮面ライダー決め台詞音声トラック集

  - 初回限定特典
    - 特製スリーブケース
- 仮面ライダー平成ジェネレーションズFINAL ビルド&エグゼイドwithレジェンドライダー Blu-ray+DVDセット コレクターズパック（2枚組）
  - ディスク1：本編Blu-ray
    - 映像特典
      - メイキング
      - 完成披露会見
      - 完成披露上映会舞台挨拶
      - 公開初日舞台挨拶（東京）
      - 公開二日目舞台挨拶（大阪）
      - 大ヒット御礼舞台挨拶
      - SPOT集
      - DATA FILE
      - POSTER GALLERY
      - TRAILER

    - 音声特典
      - 仮面ライダー決め台詞音声トラック集
      - オーディオ・コメンタリー（プロデューサー：大森敬仁×プロデューサー：高橋一浩×脚本：武藤将吾×脚本：高橋悠也×監督：上堀内佳寿也）

  - ディスク2：本編DVD
    - 映像特典
      - TRAILER

  - 初回限定特典
    - 特製スリーブケース

## 評価
2018年1月9日時点で、観客動員100万人（興行収入約11億9,000万円）を達成した。これは、前作『平成ジェネレーションズ』との対比で動員133.8パーセントおよび興行収入133.0パーセントの記録となる。また、仮面ライダーシリーズの映画での動員100万人超えは2012年公開の『MOVIE大戦アルティメイタム』以来5年ぶり、興行収入10億円超えは2013年公開の『戦国MOVIE大合戦』以来4年ぶりとなる。

## 関連動画
『真冬のヒロイン対談スペシャル』
映画公開記念として、東映特撮ファンクラブで2017年11月25日より3週連続で配信されたヒロイン対談動画。
出演：松田るか、高田夏帆

『3分でわかるレジェンドライダー』
東映特撮YouTube Officialで配信。戦兎と龍我がオーズからゴーストまで5人のレジェンドライダーを紹介する内容となっている。